# L'Influence d'un livre
L'Influence d'un livre, aussi publié ultérieurement dans une version tronquée sous le titre Le chercheur de trésors, est un ouvrage rédigé par Philippe-Ignace-François Aubert de Gaspé. Il est considéré comme le premier roman de la littérature québécoise,.

## Genèse
Écrit en 1837 à Saint-Jean-Port-Joli, le roman paraît dans le journal Le Populaire, dirigé par Napoléon Aubin. 
Il est possible que le père de l'auteur, Philippe Aubert de Gaspé, ait contribué à la rédaction du roman.

## Résumé
Le roman se situe dans les années 1820 près de Saint-Jean-Port-Joli mais comporte quelques scènes à Québec. Il met en scène les mésaventures d'un paysan dénommé Charles Amand, qui, aidé par son ami Dupont veut percer le secret de l'alchimie. Le lecteur assiste à une tentative d'invoquer les esprits qui ne fonctionne pas; convaincu que c'est 
à cause d'une erreur de Dupont, Amand se résout à travailler seul à l'avenir. 
Parallèlement, un jeune voyageur passe la nuit chez un habitant du nom de Lepage qui l'assassine pendant la nuit. Le lendemain, le cadavre est rapidement découvert et les gens du village arrêtent le meurtrier. Parmi la foule, se trouve St-Céran, amant d'Amélie, la fille de Charles Amand. Ce dernier ne veut pas que sa fille épouse St-Céran. Après ( yeat ) un long entretien qui dure une nuit entière, St-Céran se résout de partir pour Québec afin d'étudier la médecine et de mériter la main d'Amélie.
Charles Amand voyage à Québec pour récupérer, à la faculté de médecine, des restes de criminels exécutés, pensant qu'ils allaient l'aider à trouver les trésors tant recherchés. Après une expédition sur le Cap-aux-Corbeaux, près de la Baie-Saint-Paul, Amand fait naufrage et est récupéré par un navire qui le mène à l'île d'Anticosti. Il y restera cinq ans, continuera ses recherches, et trouvera finalement un petit coffre contenant cinq cents piastres. À son retour, et à la surprise de St-Céran, il n'oppose aucune difficulté au mariage entre ce dernier et sa fille.
Amand se consacre dès lors à ses études d'alchimie. Le narrateur conclut sur son sort:
«  Ne l'accusez pas de folie, au moins dans cela, car le foyer, c'est le royaume des illusions, c'est la source des rêves de bonheur. Vous tous, nés au sein de l'aisance, ne faites-vous pas consister une partie des délices de la vie à être couchés près d'un feu pétillant, en vous reposant de ce que vous appelez les fatigues de la journée. N'est-ce pas parmi ces brasiers, aux images fantastiques, que votre imagination cherche une autre existence qui puisse vous dédommager d'un monde où vous ne trouvez que des intérêts plus vils les uns que les autres, et qui s'entrechoquent sans cesse? N'est-ce pas près du foyer que la jeune Canadienne, que l'éducation n'a pas encore perfectionnée, se demande si parmi cette foule d'hommes élégants qui l'entourent, elle ne trouvera pas une âme poétique, dont les cordes vibrent à l'unisson de la sienne? Enfin, n'est-ce pas le temple du souvenir? Eh bien, lui, s'il n'a pas une de ces magnifiques grilles qui décorent nos salons ennuyeux, il peut néanmoins savourer la même jouissance; car c'est en contemplant un métal brillant qui reluit au fond d'un creuset, entouré de quelques petits charbons ardents, qu'il cherche à jeter dans l'oubli toute l'amertume de l'existence; pour me servir de l'idée du poète anglais, c'est ce qui le fait ramper entre le ciel et la terre.  »
— Philippe Aubert de Gaspé fils, Chapitre quatorzième de L'Influence d'un livre
Il passe le reste de ses jours heureux, seul dans la maison familiale, captivé par ses études.

## Réception
Comme Les Anciens Canadiens rédigé par le père de l'auteur, L'Influence d'un livre est riche en récits de l'histoire nationale ainsi qu'en histoires folkloriques et légendaires. 
Cependant, le style sera mal reçu à l'époque et les thèmes, souvent morbides, seront mal acceptés. D'ailleurs, le "héros" du roman est loin du héros traditionnel et est très antipathique aux lecteurs de l'époque. 
Le roman subit des attaques féroces dans certains journaux.

## Citations
- "Ce que je ne puis concevoir et ce qui répugne à la raison, c'est qu'un être, auquel on ne peut refuser le nom d'homme, puisse s'abreuver du sang de son semblable pour un peu d'or..." (Chapitre troisième)

- "St-Céran l'avait étudiée, cette société tant vantée, et il en connaissait les fondements, qui sont: l'amour-propre, la vanité, le désir de plaire, se croire admiré de tous, prendre le sourire du mépris pour celui de l'admiration, se tourmenter toute une nuit, s'ennuyer et se dire à soi-même: Ah! je me suis bien amusé ce soir." (chapitre sixième)

- "C'est dommage qu'il [Amand] soit fou, dit Leclerc, car il a de l'esprit.—Cette observation resta sans réponse; car tous les étudiants réfléchissaient sur le malheur de cette âme énergique qui, par son ignorance, se trouvait réduite à poursuivre, toute sa vie, une chimère." (Chapitre septième)